# Arne Jonsson
Arne Jonsson (født 1950) er tidligere en dansk atlet. Han var medlem Hjørring GF og Skovbakken og vandt det danske mesterskab på 400 meter 1974. Han slog i 1971 Niels Holst-Sørensens 27 år gamle danske rekord (47,6 s) på 400 meter med en halv sekund.
Arne Jonssons far Óskar Jónsson var født på Island.

## Danske mesterskaber
- Guld 1974 400 meter 48,2
- Sølv 1971 200 meter 21,9
- Bronze 1971 100 meter 11,0
- Guld 1971 4 × 400-meter 3:15,6 (sammen med Jesper Tørring, Lars Thomsen og Tom B. Hansen)[2]
- Guld 1972 4 × 400-meter 3:19,5 (sammen med Jesper Tørring, Lars Thomsen og Tom B. Hansen)[3]

## Personlig rekord
- 400 meter: 47,1 s Århus Stadion 1971 (dansk rekord)